# Thore Virgin
Thore Yngvar Virgin, född 3 februari 1886 i Helsingborg, död 12 december 1957, var en svensk bibliofil.

## Biografi
Thore Virgin var son till konsul och godsägare Lars Virgin i Helsingborg och tog studentexamen i Lund 1905. Efter militär utbildning blev han underlöjtnant 1908. Han fortsatte därefter sina studier vid Pitman Metropolitan School i London 1908–1909 varpå följde bibliografiska studier vid British Museum.
Efter omfattande resor runt världen studerade han vid Handelshögskolan 1913–1914 och blev senare kapten 1925 vid Bohusläns regemente. Han var från 1916 ägare till och bebodde herrgården Qvarnfors i Bjärnum.
Han var medlem av Bibliographical Society i London och blev filosofie hedersdoktor vid Uppsala universitet 1955.  Samtidigt fick universitetet en donation på 240 000 kronor med namnen "Thore och Vera Virgins fond för bibliografiska forskningar och föreläsningar".
Som boksamlare byggde Virgin upp ett av de förnämsta svenska privatbiblioteken i modern tid, rikt på bl. a. inkunabler. En stor del av hans samling donerades till Uppsala universitetsbibliotek.
Han gifte sig 1914 med grevinnan Vera Wachtmeister af Johannishus (1887–1966). De är begravda på Nya kyrkogården i Helsingborg.